# Yaru-Quechua

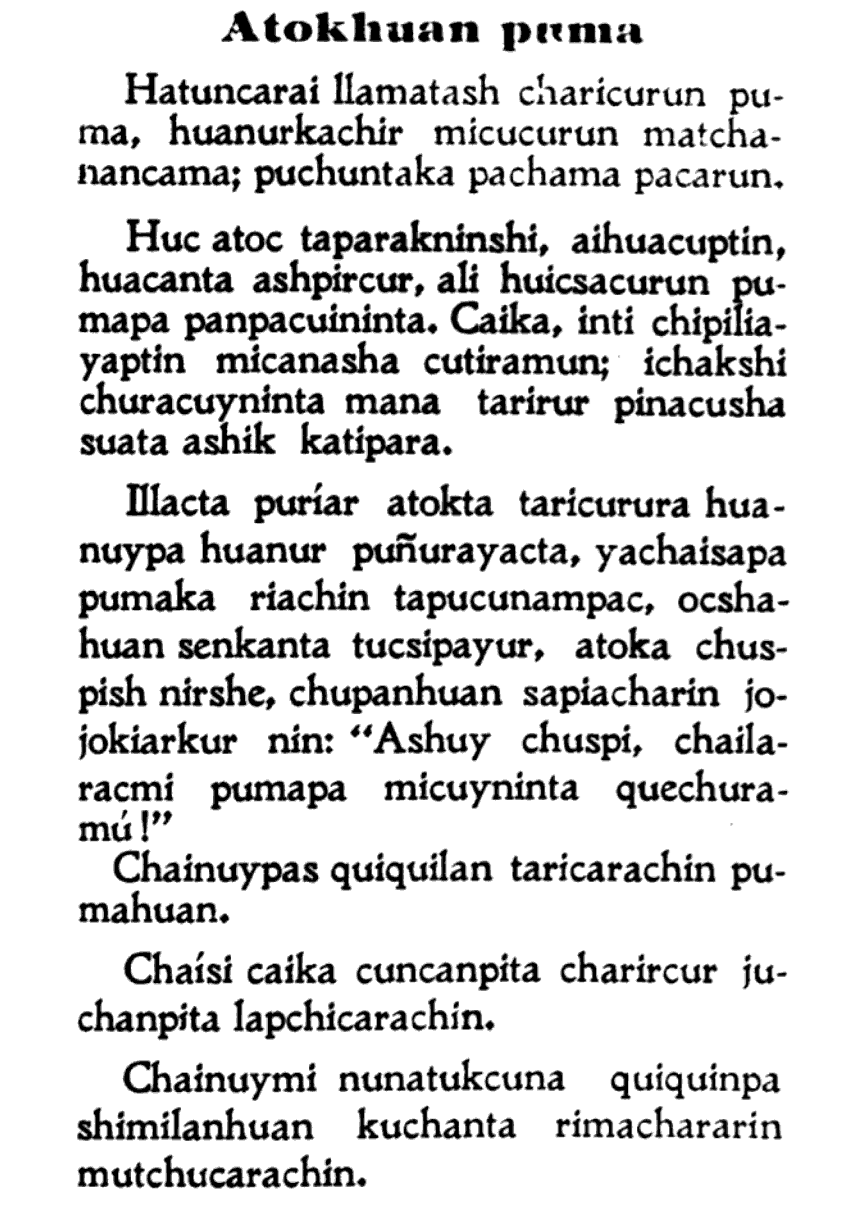
Atuqwan puma, auf Tarma-Quechua, Adolfo Vienrich 1906. Die Begegnung des Fuchses (atuq) mit einem anderen Tier ist ein häufiges Motiv in der Quechua-Überlieferung

Yaru-Quechua oder Yaru-Ketschua (Quechua: Yaru Runashimi) ist eine Gruppe von Varietäten der Quechua-Sprachfamilie, die in den peruanischen Departamentos Pasco, im Norden des Departamento Junín (Provinz Tarma) und in einzelnen Orten im Norden des Departamento Lima (Paccho in der Provinz Huaura) gesprochen werden.

## Merkmale und Klassifikation
Die zum Yaru-Quechua gezählten Varietäten des Quechua werden zum Quechua I (Waywash) gezählt, denn sie weisen dessen typische Merkmale auf, so die Vokalverlängerung für die 1. Person, -ma für „mich“ (1. Person bei der Transition im Verb), -chaw und -pita für in und aus/von u. a. Sie haben weder die lautlichen Veränderungen des Wanka-Quechua noch des Ancash-Quechua mitgemacht. Der Plural im Verb wird wie im Wanka und im Huánuco-Quechua mit -paaku ausgedrückt.
Die Dialektgruppe wurde bereits 1974 von Alfredo Torero vorgeschlagen, jedoch nicht in die unter Juan Velasco Alvarado offiziell anerkannten Quechua-Varietäten (Grammatiken und Wörterbücher 1976) aufgenommen. Willem Adelaar veröffentlichte 1977 eine Grammatik des Quechua von Tarma mit Wörterbüchern und Texten als Ergebnis seiner Dissertation. Im Zuge der Implementierung des von María Sumire entworfenen und 2011 verabschiedeten Sprachen-Gesetzes (Ley 29735) ist nunmehr auch das Yaru-Quechua eine anerkannte Varietät.
Die beiden Hauptvarietäten sind das Tarma-Quechua (qvn) in Nord-Junín und das Ambo-Pasco (qva, Region Pasco). Im Ethnologue werden auch die Mundarten von Chaupihuaranga-Yanahuanca (qur) und von Santa Ana de Tusi Pasco (qxt) als eigene Quechua-Sprachen aufgeführt.

## Soziolinguistische Situation
Das Yaru-Quechua ist in seinem gesamten Sprachgebiet bedroht, weil es nur noch wenig an die Kinder weitergegeben wird. Schulunterricht in Yaru-Quechua hatte es bis Anfang der 2010er Jahre nie gegeben, doch sind auf Grund des Sprachen-Gesetzes (Ley 29735) nach 2011 auch in den Departamentos Pasco und Junín einige Schulen für interkulturelle zweisprachige Erziehung (IZE, span. EIB) eingerichtet worden, wenn auch in den meisten Schulen der Unterricht nach wie vor nur auf Spanisch stattfindet. Im Departamento Pasco sind 228 Schulen für den Unterricht mit Yaru-Quechua als Zweitsprache der Schüler vorgesehen, jedoch keine für Yaru als Erstsprache, da kaum ein Kind in Pasco noch Quechua vor dem Spanischen erlernt. Im Departamento Junín gibt es in den Provinzen Tarma und Satipo 38 Schulen mit Yaru-Quechua, das hier aber als Erstsprache der Schüler dient.
Es gibt bis heute fast keine Bücher auf Yaru-Quechua. Allerdings waren die von Adolfo Vienrich in der Provinz Tarma gesammelten Fabeln, die um 1909 in Tarma unter dem Titel Tarmapap Pachahuarainin erschienen, eine der ersten Veröffentlichungen von Texten in Waywash-Quechua überhaupt.
Die Wycliff-Bibelübersetzer und die Liga Bíblica haben Übersetzungen des Neuen Testaments in zwei Yaru-Varianten herausgebracht: 1997 (2. Auflage 2008) in Tarma(Nord-Junín)-Süd-Pasco-Quechua (qvn) und 2017 in Ambo(Huánuco)-Pasco-Quechua (qva).

## Ins Yaru-Quechua übersetzt
- Tayta Diospa Guepacag Testamentun (El Nuevo Testamento de nuestro Señor Jesucristo en el idioma quechua del norte de Junín y del sur de Pasco). Neues Testament (Tarma/Nord-Junín- und Süd-Pasco-Quechua). La Liga Bíblica, 1997/2008 (Bible.is).
- Mushog Testamento (El Nuevo Testamento en quechua de Ambo, Huánuco — Pasco, Pasco Perú). Neues Testament (Ambo/Huánuco- und Pasco-Quechua). La Liga Bíblica, 2017 (Bible.is).